# Газпром межрегионгаз
ООО «Газпром межрегионгаз» (бывш. ООО «Межрегионгаз») — холдинг, управляющий региональными газовыми и энергосбытовыми компаниями ПАО «Газпром».

## Собственники и руководство
100 % собственником ООО «Газпром межрегионгаз» является ПАО «Газпром».
Генеральный директор — Густов Сергей Вадимович .

## История
ООО «Межрегионгаз» («Межрегиональная компания по реализации газа») создано 21 декабря 1996 года.
1 апреля 1997 года компания приступила к реализации газа.
В 2002 году компания организовала электронную торговую площадку для торговлей газом, добываемым независимыми производителями.
В сентябре 2010 года, в рамках второго этапа реформирования ОАО «Газпром», компания переименована из ООО «Межрегионгаз» в ООО «Газпром межрегионгаз».

## Деятельность
Направления деятельности:
- обеспечение поставок природного газа всем категориям потребителей Российской Федерации;
- участие в газификации регионов [6], упорядочение и повышение эффективности систем газораспределения;
- внедрение технологий энергосбережения и энергобезопасности;
- развитие механизмов биржевой и электронной форм реализации газа.

### Рейтинговые оценки
Рейтинговое агентство АКРА в 2020 году присвоило ООО «Газпром межрегионгаз» рейтинговую оценку AAА(RU) со стабильным прогнозом. Рейтинг ежегодно подтверждался (2021-2024).

## Региональные компании по реализации газа
В 1999—2000 гг. на базе филиалов компании были созданы юридически самостоятельные подразделения — региональные компании по реализации газа.
В настоящее время поставка газа всем категориям потребителей в 68 регионах Российской Федерации обеспечивается через 54 региональные компании по реализации газа («Газпром межрегионгаз Астрахань», «Газпром межрегионгаз Брянск», «Газпром межрегионгаз Белгород», «Газпром межрегионгаз Москва» и т. п.).

## Дочерние и зависимые компании
- АО «Газпром газораспределение» (99,1 %[9]) — консолидирует газораспределительные активы.
- АО «Газпром газэнергосеть» — трейдер сжиженных углеводородных газов (СУГ) на территории Российской Федерации.
- АО «Газпром теплоэнерго» — консолидирует теплоэнергетические активы (ранее ОАО «Межрегионтеплоэнерго»).
- АО «Газпром энергосбыт» (93 %[10]) — поставки электрической энергии (до декабря 2018 года АО «Межрегионэнергосбыт»).
- АО «Регионгазхолдинг» — заказчик по программам газификации регионов Российской Федерации ПАО «Газпром» и ООО «Газпром межрегионгаз».
- ООО «Газпром газификация» (99,1 % [11] — является Единым оператором газификации (ЕОГ) на территории 72 регионов Российской Федерации и федеральной территории «Сириус».  Определено единым техническим заказчиком по реализации инвестиционных проектов ПАО «Газпром» в части проектирования и строительства объектов газификации на территории РФ и связанных с ними объектов газоснабжения. [12]